# Galeria
La tribu Galeria es una de las 35 tribus romanas en las que se adscribía todo ciudadano romano para poder ejercer su derecho de voto en los Comitia tributa o comicios por tribus. A partir de Augusto, con el establecimiento del Imperio, la vida de las asambleas romanas comenzó a languidecer, para dejar de ser convocadas bajo Tiberio, perdiendo sus atribuciones en favor del Senado, y siendo suprimidas por Trajano, aunque durante los tres primeros siglos del Imperio todos los ciudadanos romanos tenían que estar adscritos a una tribu.

## Historia

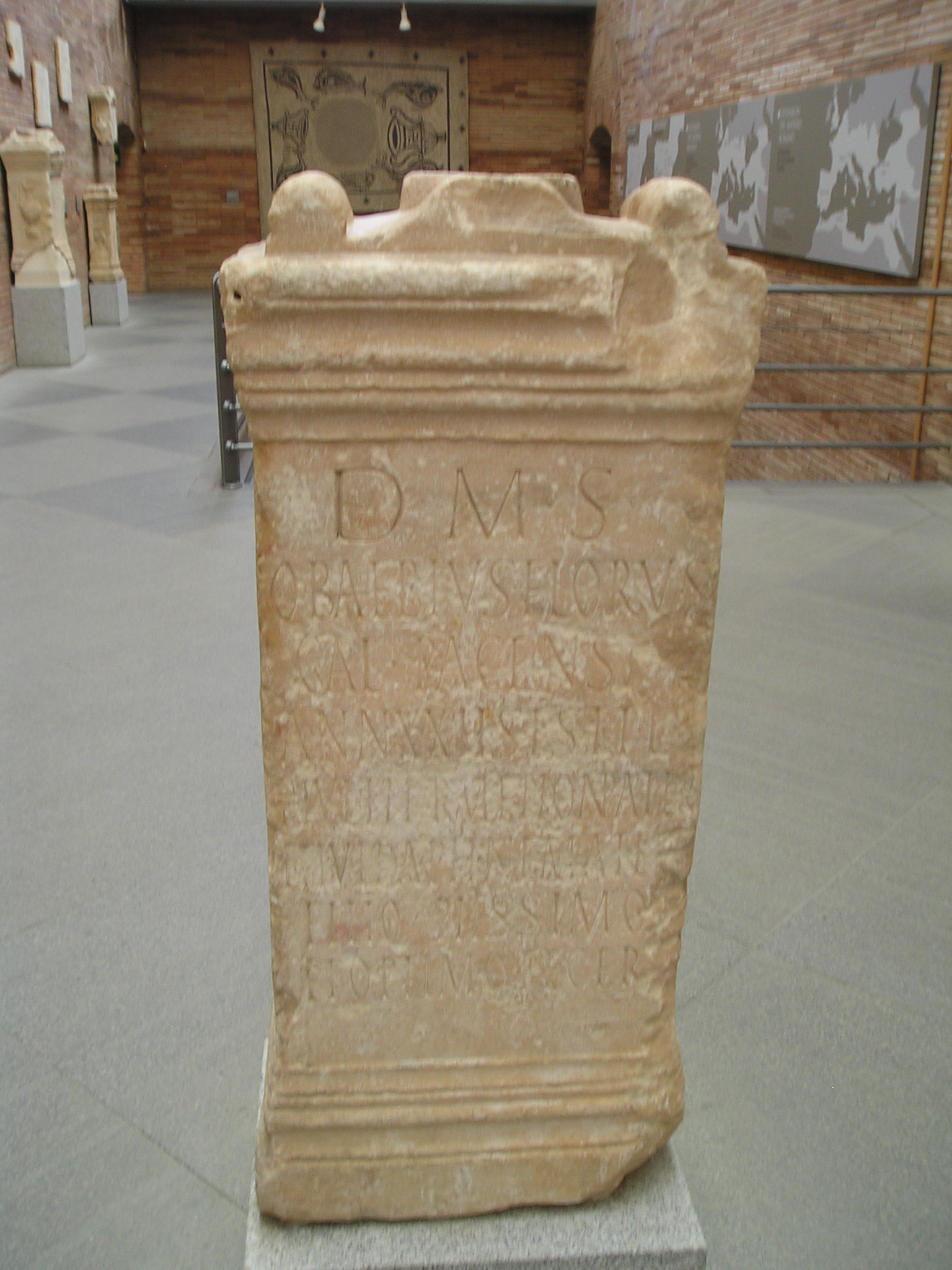
Epitafio procedente de Mérida (Badajoz, España) dedicado a Quinto Baebio Floro, natural de Pax Iulia (Beja, Portugal), municipio adscrito a la tribu Galeria

Tenía la consideración de tribu rústica, frente a las cuatro tribus urbanas. Como indica Tito Livio, era una de las 21 primeras tribus creadas en el siglo V a. C.. Toma su nombre de un pequeño río, el Galera, que nace cerca de Veyes y desemboca en la orilla derecha del río Tíber cerca de la mitad de la calzada que comunicaba Roma con la localidad costera de Ostia. Su territorio estaba comprendido entre el Fosso Galeria al oeste y el agger de la tribu Romilia al este, habiendo sido incorporado a la República romana a finales del siglo V a. C.
La tribu Galeria fue la elegida por Julio César y Augusto para adscribir a los ciudadanos romanos de las comunidades privilegiadas que promocionaron en Hispania, municipios o colonias, excepto las colonias Augusta Emerita (Mérida, Badajoz), Caesar Augusta (Zaragoza) y Augusta Firma Astigi (Écija, Sevilla). La aparición de esta tribus en las inscripciones de individuos que indican su localidad de origen en Hispania suele indicar que esta poseía el estatuto privilegiado de colonia o municipio.
Fuera de Hispania, la capital de las Galias, la colonia Lugdunum (Lyon, Francia) también fue adscrita por Augusto a esta tribu.